# John Tewksbury
Jonn Walter Beardsley Tewksbury (Ashley, Pensilvania; 21 de marzo de 1876-Tunkhannock, Pensilvania; 24 de abril de 1968) fue un atleta estadounidense de pista y campo abierto. En los Juegos Olímpicos de 1900 en París, consiguió cinco medallas, dos de ellas de oro.
Estudió para dentista en la Universidad de Pensilvania y fue aquí donde comenzó su carrera deportiva. Corrió para esta universidad y consiguió los títulos de campeonatos entre universidades en 1898 y 1899.

Nada más graduarse, viajó a París para participar en los Juegos Olímpicos de 1900. Participó en cinco competiciones. Igualó el récord del mundo de 100 metros lisos en las semifinales, pero en la gran final quedó segundo detrás de su compatriota Frank Jarvis. Al día siguiente, de nuevo quedó en segundo lugar en la final de 60 metros lisos, esta vez detrás de su compañero de universidad Alvin Kraenzlein. 
Corrió los 500 metros vallas consiguiendo la medalla de oro y quedó en tercer lugar en los 200 metros vallas. Una semana más tarde participó en la final de los 200 metros lisos obteniendo su segunda medalla de oro.
Cuando se retiró de la práctica deportiva, abrió una clínica dental en Tunkhannock (Pensilvania). Falleció en esta ciudad a la edad de 92 años.
| Predecesor: No hay | Campeón Olímpico de 200 metros París 1900 | Sucesor: Archie Hahn |

- Datos: Q128882
- Multimedia: Walter Tewksbury / Q128882